# 실크로드 온라인
《실크로드 온라인》(Silkroad Online)은 중국과 유럽 사이의 비단길을 따라 7세기를 배경으로 하는 판타지 MMOPRG 게임이다. 이 게임은 기간제 구독 비용을 요구하지 않지만 플레이어는 프리미엄 아이템을 구매하여 게임플레이를 변경하거나 가속화할 수 있다.

## 평가
2005년 4월, 실크로드 온라인은 게임스팟 코리아로부터 10점 만점 중 8.4점을 받았다.